# Geron munroi
Geron munroi är en tvåvingeart som beskrevs av Hesse 1938. Geron munroi ingår i släktet Geron och familjen svävflugor. Inga underarter finns listade i Catalogue of Life.